# Південноазійський варан
Південноазійський варан (Varanus rudicollis) — представник родини варанових. Інша назва чорний грубошийний варан.

## Опис
Це ще не досить вивчений вид варанів. Загальна довжина його сягає 90—120 см, іноді зустрічаються південноазійські варани до 1,5 м. Колір здебільшого чорний з деякими відтінками. Має досить широку та стирчащу грубу шкіру на шиї. Звідси й отримав свою другу назву. У нього досить довгий та клейкий язик як у хамелеона. За допомогою нього він полює.

## Спосіб життя
Мешкає здебільшого у тропічних лісах та мангрових болотах. Харчується комахами. Про розмноження досить мало відомо через боязкий характер цього варану.
Для захисту від діяльності людини уряд Індонезії заборонив вилов та полювання на південноазійського варана. Дозвіл на вилов та перевезення до іншої країни можна отримати лише у відповідному міністерстві країни. також у 1972 році прийнято закон, згідно з яким за незаконне полювання на цього варана встановлено покарання до 3 років позбавлення волі.

## Розповсюдження
Мешкає у Таїланді, М'янмі, Малайзії, Індонезії.